# Christopher Paolini
Christopher James Paolini (sinh ngày 17 tháng 11 năm 1983 tại Los Angeles, California) là một nhà văn người Mỹ. Anh là tác giả của bộ truyện Di sản thừa kế, bao gồm 4 tập: Eragon, Eldest, Brisingr và Di sản thừa kế. Anh đang sống ở Thung lũng Paradise, Montana, nơi anh viết cuốn sách đầu tiên của mình.

## Đầu đời
Paolini sinh ra ở Los Angeles, California và lớn lên ở khu vực Thung lũng Paradise, Montana. Các thành viên trong gia đình anh bao gồm cha mẹ, Kenneth Paolini và Talita Paolini, và em gái của anh, Angela Paolini. Được giáo dục tại gia suốt thời niên thiếu, Paolini tốt nghiệp trung học ở tuổi 15 thông qua một bộ các khóa học tương đương được công nhận từ American School of Correspondence ở Lansing, Illinois.

## Sự nghiệp
Sau khi tốt nghiệp trung học phổ thông, anh bắt đầu công việc của mình - sáng tác những gì sẽ trở thành cuốn tiểu thuyết Eragon, cuốn đầu tiên trong loạt truyện bốn tập về vùng đất thần thoại Alagaësia.
Năm 2002, Eragon được xuất bản lần đầu tiên bởi Paolini International LLC, công ty xuất bản của cha mẹ Paolini. Để quảng bá cho cuốn sách, Paolini đã đi qua 135 trường học và thư viện, thảo luận về đọc và viết trong khi mặc "trang phục thời trung cổ gồm áo đỏ, quần đen cuồn cuộn, giày có dây buộc và mũ đen". Anh đã minh họa bìa cho phiên bản đầu tiên của Eragon, trong đó có con mắt của Saphira, cùng với các bản đồ trên bìa sách.
Vào giữa năm 2002, con trai riêng của tác giả Carl Hiaasen nhìn thấy Eragon trong một hiệu sách và yêu thích nó; điều này dẫn đến việc Hiaasen giới thiệu nó cho nhà xuất bản của mình, Alfred A. Knopf. Knopf sau đó đã đưa ra một đề nghị để xuất bản Eragon và phần còn lại của bộ Di sản thừa kế. Phiên bản thứ hai của Eragon được Knopf xuất bản vào tháng 8/2003. Ở tuổi 19, Paolini trở thành tác giả sách bán chạy nhất của New York Times.
Vào tháng 12 năm 2006, Fox 2000 phát hành bộ phim chuyển thể từ Eragon tại các rạp trên toàn thế giới. Nó đã nhận được các đánh giá mà hầu hết là tiêu cực từ các nhà phê bình, và tổng doanh thu trong nước và quốc tế là 249.488.115 USD, không nhiều lắm so với kinh phí sản xuất là 100.000.000 USD.
Eldest, phần tiếp theo của Eragon, được phát hành ngày 23 tháng 8 năm 2005. Tập thứ ba trong bộ truyện, Brisingr, được phát hành vào ngày 20 tháng 9 năm 2008. Mặc dù bộ Di sản thừa kế theo kế hoạch ban đầu gồm 3 tập, nhưng cuốn sách thứ tư, Di sản thừa kế, là cần thiết để kết thúc câu chuyện. Nó được phát hành vào ngày 8 tháng 11 năm 2011 tại Hoa Kỳ, Úc, New Zealand, EU và Ấn Độ và sau đó được dịch và xuất bản ở 53 quốc gia.
Từ năm 2016, Paolini thực hiện một cuốn tiểu thuyết khoa học viễn tưởng với tựa đề chỉ được gợi ý bởi từ "TSiaSoS". Paolini cũng có kế hoạch trở lại thế giới Alagaësia với cuốn sách thứ năm khi anh hoàn thành tác phẩm khoa học viễn tưởng này.
Vào ngày 31 tháng 12 năm 2018, The Fork, the Witch, and the Worm, cuốn sách đầu tiên trong bộ sách có tên Tales of Alagaësia, đã được xuất bản.

## Ảnh hưởng
Nguồn cảm hứng văn học của Paolini bao gồm các tác phẩm của J.R.R. Tolkien và E.R. Eddison, cũng như sử thi Beowulf. Paolini nói rằng Eragon "được truyền cảm hứng đặc biệt" bởi Jeremy Thatcher, Dragon Hatcher của Bruce Coville. Những ảnh hưởng từ tác giả văn học khác bao gồm David Eddings, Andre Norton, Brian Jacques, Anne McCaffrey, Raymond E. Feist, Mervyn Peake, Ursula K. Le Guin và Frank Herbert. Những cuốn sách yêu thích khác của anh bao gồm các tác phẩm của Jane Yolen, Philip Pullman, Terry Brooks, và Garth Nix.
Thiên nhiên ảnh hưởng nhiều đến sáng tác của Paolini. Trong một cuộc phỏng vấn với Philip Pullman và Tamora Pierce, Paolini nói rằng Thung lũng Paradise, Montana là "một trong những nguồn chính" của cảm hứng của anh.
Trong phần Lời cảm ơn của Brisingr, Paolini thừa nhận ảnh hưởng của tác phẩm The Craft of the Japanese Sword của Leon và Hiroko Kapp cho việc anh mô tả về cách rèn thanh kiếm của Eragon. Ngoài ra, Paolini thừa nhận anh là một người hâm mộ Doctor Who, loạt phim này đã truyền cảm hứng cho anh sáng tác nhiều chương trong tập Di sản thừa kế.

## Tiếp nhận
Sách của Paolini đã bán rất chạy và đã đứng đầu các bảng xếp hạng của danh sách bán chạy nhất của New York Times, USA Today và Publishers Weekly.
Kỷ lục Guinness thế giới công nhận Christopher Paolini là "tác giả trẻ nhất của bộ sách bán chạy nhất" vào ngày 5 tháng 1 năm 2011.

## Các tác phẩm
- Di sản thừa kế:
  - Eragon (Cậu bé cưỡi rồng, 2003)
  - Eldest (Đại ca, 2005)
  - Brisingr (Hỏa kiếm, 2008)
  - Inheritance (Di sản thừa kế, 2011)
- Eragon's Guide to Alagaësia (2009)
- The Official Eragon Coloring Book - with Ciruelo Cabral (2017)
- Tales from Alagaësia:
  - The Fork, the Witch, and the Worm (2018)